# Agátocles de Siracusa
Agátocles  de Siracusa (Termini Imerese, 361 a.C. – Siracusa, 289 a.C.) (em grego: Αγαθοκλής (Agathokles): derivado de αγαθός (agathos) bom e κλέος (kleos) glória) foi um tirano de Siracusa (317-289 a.C.) e foi rei da Sicília (304-289 a.C.).

## Biografia
Agátocles nasceu em Thermae Himeraeae (nome moderno Termini Imerese) na Sicília. Filho de um oleiro que se mudou para Siracusa por volta de 343 a.C., ele aprendeu o ofício de seu pai, mas depois entrou para o exército com seu irmão Antandro. Em 333 a.C. ele se casou com a viúva de seu protetor, Damas, uma cidadã distinta e rica. Ele foi banido duas vezes por tentar derrubar o partido oligárquico em Siracusa.
Em 317 a.C. ele voltou com um exército de mercenários sob um juramento solene de observar a constituição democrática que foi estabelecida depois que eles tomaram a cidade. Tendo massacrado os oligarcas e os cidadãos mais ricos, ele se tornou senhor de Siracusa, criou um forte exército e frota e subjugou a maior parte da Sicília.
Seguiu-se a guerra com Cartago. Em 311 a.C. Agátocles foi derrotado na Batalha do Rio Híperia e sitiado em Siracusa. Em 310 a.C., ele fez um esforço desesperado para romper o bloqueio e atacar o inimigo na África.
Em 309/8 a.C., Agátocles voltou sua atenção para Ophellas, governante da Cirenaica, como provavelmente um aliado útil em sua guerra contra os cartagineses. A fim de conquistá-lo, ele prometeu ceder a ele todas as conquistas que suas forças combinadas pudessem fazer na África, reservando para si apenas a posse da Sicília. Ophellas reuniu um poderoso exército da terra natal de sua esposa Euthydike (uma descendente de Miltíades), Atenas onde muitos cidadãos se sentiram descontentes após terem perdido seus direitos de voto. Apesar de todos os obstáculos naturais que se apresentaram em seu percurso, Ophellas conseguiu chegar aos territórios cartagineses após uma marcha trabalhosa e perigosa de mais de dois meses de duração. Ele foi recebido por Agátocles com todas as demonstrações de amizade, e os dois exércitos acamparam perto um do outro: mas não muitos dias se passaram quando Agátocles traiu seu novo aliado, atacou o acampamento dos cirineus e mandou matar o próprio Ofela. 
Após várias vitórias, ele foi finalmente derrotado (307 a.C.) e fugiu secretamente para a Sicília. Depois de concluir a paz com Cartago em 306 a.C., Agátocles se autodenominou rei da Sicília em 304 a.C. e estabeleceu seu domínio sobre as cidades gregas da ilha com mais firmeza do que nunca. Um tratado de paz com Cartago o deixou no controle da Sicília a leste do rio Halycus. Mesmo em sua velhice, ele exibiu a mesma energia inquieta, e dizem que estava contemplando um novo ataque a Cartago no momento de sua morte.
Seus últimos anos foram atormentados por problemas de saúde e a turbulência de seu neto Archagathus, por cuja instigação ele teria sido envenenado; de acordo com outros, ele morreu de morte natural. Ele era um líder nato de mercenários e, embora não se esquivasse da crueldade para obter seus fins, depois se mostrou um "tirano" brando e popular. Agátocles restaurou a democracia de Siracusa em seu leito de morte e não queria que seus filhos lhe sucedessem como rei.
Agátocles foi casado três vezes. Sua primeira esposa era a viúva de seu patrono Damas, de quem teve dois filhos: Archagathus e seu irmão, que foram ambos assassinados em 307 a.C. Sua segunda esposa era Alcia e eles tinham uma filha chamada Lanassa, que se casou como a segunda esposa do rei Pirro de Épiro, e um filho, Agátocles, que foi assassinado em uma disputa de sucessão pouco antes da morte de seu pai. Sua terceira esposa era a princesa ptolomaica grega Teoxena, que era a segunda filha de Berenice I de seu primeiro marido Filipe e era enteada de Ptolomeu I Sóter. Teoxena deu à luz dois filhos de Agátocles: Archagathus e Theoxena. Theoxena sobreviveu a Agátocles. Ele teve mais descendentes de seu segundo e terceiro casamento.

## Legado
Agátocles foi citado como um exemplo "Daqueles que por seus crimes se tornam príncipes" no capítulo VIII do tratado de política de Nicolau Maquiavel — O Príncipe (1513).
Ele foi descrito como um criminoso em todas as fases de sua carreira. Maquiavel afirmou:
Agátocles, o siciliano, tornou-se rei de Siracusa não apenas de uma posição privada, mas também de uma posição baixa e abjeta. Este homem, filho de um oleiro, apesar de todas as mudanças em sua sorte, sempre levou uma vida infame. No entanto, ele acompanhou suas infâmias com tanta habilidade mental e corporal que, tendo se dedicado à profissão militar, subiu na hierarquia até ser pretor de Siracusa.
Maquiavel prossegue argumentando que o sucesso de Agatocles, em contraste com outros tiranos criminosos, foi devido à sua capacidade de cometer seus crimes de forma rápida e implacável, e afirma que as crueldades são mais usadas quandoː
são aplicados de uma só vez e são necessários para a segurança de alguém, e não persistem depois, a menos que possam ser usados em benefício dos sujeitos.

No entanto, ele chegou à "glória" tanto quanto à brutalidade, repelindo os cartagineses invasores e ganhando a lealdade dos habitantes de sua terra.